# Lua em quarto crescente
Quarto crescente é uma das fases da Lua. Ocorre quando o ângulo Terra - Lua - Sol é aproximadamente reto, de modo que vemos apenas cerca da metade do disco lunar, no período em que a parte iluminada está em crescimento. No hemisfério norte, a metade direita do disco está iluminada, enquanto no hemisfério sul, a metade esquerda do disco ilumina-se durante esta fase.